# C. G. Conn
C. G. Conn ist eine Marke des Konzerns Conn-Selmer, Inc., die auf den früheren US-amerikanischen Hersteller von Blechblasinstrumenten dieses Namens zurückgeht. Insbesondere die Posaunen von Conn zählten über weite Teile des 20. Jahrhunderts neben den Instrumenten der Hauptkonkurrenten King und Bach zu den weltweit beliebtesten in Serie gefertigten Posaunen amerikanischer Bauweise.

## Geschichte

### Der Gründer
Charles Gerard Conn, geboren am 29. Januar 1844, zog als Kind mit seiner Familie 1850 nach Three Rivers, Michigan und im folgenden Jahr nach Elkhart, Indiana. Über seine Jugend ist wenig bekannt, doch er erlernte vermutlich bereits früh das Spiel auf dem Kornett.
Als der Amerikanische Bürgerkrieg ausbrach, trat Conn im Alter von 17 Jahren am 18. Mai 1861 ohne das Einverständnis seiner Eltern der Armee der Nordstaaten bei. Er wurde am 14. Juni 1862 zum Gefreiten der B-Kompanie des 15. Infanterieregiments des Staates Indiana ernannt und zu einer Regimentskapelle versetzt. Nach Ablauf seiner Dienstzeit kehrte er zurück nach Elkhart, doch bereits am 12. Dezember 1863 meldete er sich in Niles, Michigan bei der G-Kompanie des 1. Michigan Scharfschützen-Regiments zum Dienst.
Mit 19 Jahren wurde er am 8. August 1863 zum Hauptmann befördert. Bei der zweiten Schlacht um Petersburg am 30. Juli 1864 wurde Conn verwundet und verbrachte die restliche Kriegszeit trotz zweier Fluchtversuche in Gefangenschaft. Am 28. Juli 1865 wurde er ehrenhaft entlassen.
1884 organisierte Conn das erste Artillerie-Regiment der Legion von Indiana und wurde zu seinem ersten Oberst. 1926 wurde Colonel Conn mit der Ehrenmedaille ausgezeichnet.
C. G. Conn starb in Los Angeles am 5. Januar 1931 kurz vor seinem 87. Geburtstag.

Charles Gerard Conn

### Erste Schritte in die Selbständigkeit
Nach dem Krieg gründete Conn in Elkhart zunächst eine Gemischtwarenhandlung mit Bäckerei und spielte Kornett in der örtlichen Blaskapelle. Zum Instrumentenbau kam er erst infolge einer Lippenverletzung. Es sind drei verschiedene Versionen dieser Anekdote im Umlauf; als am wahrscheinlichsten gilt, dass es nach einem gemeinsamen Besuch im Saloon zu einer Schlägerei mit Del Crampton gekommen war. Die Verletzung verursachte ihm beim Spielen seines Instruments größte Schmerzen, so dass er befürchtete, das Kornettspiel aufgeben zu müssen.
Neben seinem Krämerladen stellte Conn Stempel her und versilberte Besteck. Eines Tages verfiel er auf den Gedanken, sein Kornettmundstück mit einem Ring aus Stempelgummi zu polstern. Diese Idee traf in der Blaskapelle auf große Resonanz, so dass er einen Bedarf für seine Erfindung vermutete und eine Serienfertigung des neuartigen Mundstücks erwog. Dazu wollte er dessen Rand mit einer Nut versehen, um eine dauerhaftere Verklebung des Gummis zu erzielen. 1874 baute er sich dazu eine einfache Drehbank aus einer ausrangierten Nähmaschine und begann die Produktion. (Conn und Crampton versöhnten sich wieder, und als Politiker zählte Conn später zu den entschiedenen Befürwortern der Abstinenz). 1875 erwarb Conn das Patent auf sein Mundstück mit Gummirand.

## Die Firma Conn & Dupont Instrumentenmanufaktur
Der französischstämmigen Instrumentenbauer Eugene Victor Baptiste Dupont kam Mitte Januar 1876 am Bahnhof von Elkhart an. Er war von Conn angestellt worden, um dessen neu eröffnete Blechblasinstrumente-Werkstatt zu beaufsichtigen. Dupont brachte eine 30jährlige Erfahrung mit, in der er mit diesen Instrumenten gearbeitet, repariert und entwickelt hatte in Frankreich und England, hauptsächlich mit Henry Distin und deren Nachfolger Distin & Co., die seit 1846 Adolphe Sax’ Agenten für den Verkauf von dessen Instrumenten in England waren. Dupont erhoffte sich von seinem Umzug in die Vereinigten Staaten die Erfüllung seines Traumes, seine von ihm gebauten Blasinstrumente auf den Markt zu bringen und damit viel zu verdienen. Nach einer Probezeit von 7 Monaten gingen Conn und Dupont am 22. Juli 1876 eine eingetragene Partnerschaft ein. Dupont war in Frankreich Sekretär des General Council of the International Working Men’s Association gewesen.
Um der steigende Nachfrage ihres schnell wachsenden Geschäftes nachzukommen, entschlossen sich die Partner im April 1877 zum Kauf eines leerstehenden Fabrikgebäudes an der Elkhart Avenue/Ecke East Jackson Street. Dieser Schritt ermöglichte ihnen, „fünfzig der besten Handwerker, die auf dem Markt zu haben waren zu beschäftigen“. Diese Facharbeiter wurden teilweise aus Europa mit großem Kostenaufwand gebracht und erhielten hohe Gehälter. Zwei Jahre später entsandte Conn Dupont nach Paris und London, um weitere zwanzig geeignete Arbeiter einzukaufen. Überraschenderweise verließ Dupont im April 1880 plötzlich die Partnerschaft mit Conn, als er zu Unzufriedenheit und Streitigkeiten zwischen den Arbeitern in der Fabrik gekommen war. Dupont starb im folgenden Jahr an Tuberkulose.

Werbung für das „Wunder Solo Cornett“, das the „4-in-1“ von C. G. Conn

In der 4-jährigen Partnerschaft von Conn-Dupont und unter Mithilfe der ausgebildeten Facharbeiter aus Europa, konnten in Elkhart die Wurzeln gelegt werden für den Instrumentenbau von Blechblasinstrumenten. Als Folge der Zusammenarbeit mit Dupont wurde im weiteren Verlauf ein neuartiges Kornett entwickelt. Das sog. „Wonder Cornet“ mit dem vier verschiedene Grundstimmungen möglich waren und das am 15. Juni 1886 patentiert wurde. Das sogenannte „Wonder cornet“ war ein Vier-in-eins-Instrument, das dank zusätzlicher Stimmbögen auf Eb, C, Bb, und A gestimmt werden konnte.
Die erste Fabrik wurde an Conns 39. Geburtstag, dem 29. Januar 1883, ein Raub der Flammen, sodass er am gleichen Ort ein neues Gebäude errichtete. 1887 übernahm Conn die Manufaktur von Isaac Fiske in Worcester, Massachusetts als dieser in den Ruhestand ging. Fiske galt als bester Blechblasinstrumentenbauer seiner Zeit. Conn führte den Betrieb als Tochterunternehmen weiter. Der Schwerpunkt seiner Produktpalette lag zu dieser Zeit noch auf dem „Wonder cornet“, doch 1885 begann Conn, Klarinetten und Flöten aus Frankreich zu importieren.
Das absolut erste in den USA gebaute Saxophon wurde von Ferdinand "Gus" Buescher, der bei Conn in Elkhart Vorarbeiter war, 1889 für E.A. Lefebre, einem virtuosen Saxophonisten, gefertigt, der als bekannter Solist bereits mit den Kapellen von Patrick Gilmore und John Philip Sousa aufgetreten war. Conns Instrumente wurden von mehreren führenden Kapellmeistern einschließlich Sousa beworben. 1898 entwickelte Conn auf Vorschlag von Sousa das erste kommerziell erfolgreiche Sousaphon, dessen Schallstück noch nach oben zeigte („the rain-catcher“).
Der Betrieb in Worcester wurde bis 1898 nach und nach stillgelegt. Von 1897 bis 1902 betrieb Conn ein Geschäft in New York, wo er ein breit gestreutes Sortiment unter dem 'Wonder'-Label vertrieb. Dazu zählten von Conn hergestellte Holz- und Blechblasinstrumente sowie Schlaginstrumente, Geigen, Mandolinen und tragbare Harmonien. Daneben waren zahlreiche amerikanische und importierte Gitarren, Banjos und Zithern im Programm. 1905 war Conn zum weltgrößten Hersteller von Musikinstrumenten herangewachsen. Die Produktpalette umfasste zu dieser Zeit alle gängigen Blasinstrumente, Streichinstrumente, Schlaginstrumente, eine tragbare Orgel und Schalltrichter für Grammophone.
Die zweite Fabrik brannte am 22. Mai 1910 ebenfalls nieder, mit einem geschätzten Verlust von zwischen $100,000 und $500,000. Conn befand sich zu diesem Zeitpunkt auf der Rückreise von Kalifornien. Bei seiner Ankunft wurde er Zeuge einer öffentlichen Sympathiekundgebung der Einwohner von Elkhart und bekundete die Absicht, eine dritte Fabrik zu errichten. Der neue Betrieb an der Kreuzung von East Beardsley Avenue und Conn Avenue wurde am 12. Dezember 1910 fertiggestellt.
In der Folge erwarb Conn unter anderem mehrere branchenfremde Unternehmen wie etwa Zeitungsverlage und ging in die Politik.

## Die Ära Greenleaf
1915 wurden „Colonel“ Conns sämtliche Holdings von einer Investorengruppe um Carl Dimond Greenleaf aufgekauft. Conn hatte Greenleaf in Washington kennengelernt und in dessen Getreidemühlen in Ohio investiert. Greenleaf konsolidierte seine neuen Holdings unter dem Namen C.G.Conn Ltd. und behielt den Namen Conn als Handelsmarke für die Musikinstrumente bei.
In der Folge zerbrach Conns Ehe. „Der Colonel“ verbrachte den Rest seines Lebens in seinem Haus in Los Angeles. Aus seiner zweiten Ehe mit einer deutlich jüngeren Frau ging zwölf Jahre vor Conns Tod ein Sohn hervor. 1931 verstarb der einst wohlhabende und einflussreiche Conn völlig verarmt; sein Begräbnis musste durch Spenden der Belegschaft der Instrumentenfabrik gedeckt werden.
Carl Greenleaf führte das Unternehmen Conn von 1915 bis 1949. Der scharfsinnige Geschäftsmann zeigte ein Gespür für die Trends der Musikbranche. Ihm entging nicht, dass traditionelle kleinstädtische Blaskapellen immer seltener wurden und große Tournee-Bands wie die von Sousa aus der Mode kamen. Um das Überleben der Branche zu sichern, rief er eine Reihe von Initiativen an Schulen und Colleges ins Leben. Auf diese Weise gelang es ihm, enge Beziehungen zwischen der Musikbranche und Musikpädagogen zu knüpfen. Mithilfe von Pädagogen wie Joseph Maddy und T.P. Giddings gelang es, Blasmusik in Schulen populär zu machen. Greenleaf organisierte 1923 den ersten nationalen Wettbewerb für Blaskapellen und trug entscheidend zur Stiftung des National Music Camp in Interlochen bei. 1928 gründete er die Conn National School of Music zur Ausbildung von Schulkapellmeistern. Dank seiner Weitsicht blühte die Musikbranche auf. Zweifelsohne verdanken die Vereinigten Staaten und andere Länder die Musikkultur an ihren Bildungseinrichtungen zu einem erheblichen Teil Carl D. Greenleaf.
Geschäftlich setzte Greenleaf auf Expansion, modernisierte das Werk und stellte den Vertrieb vom Versandhandel auf Einzelhandel um. Bis 1917 war die Belegschaft am Fließband auf 550 Mitarbeiter gewachsen, die dank eines neuen hydraulischen ?Expansionsprozesses, den Greenleaf eingeführt hatte, monatlich rund 2500 Instrumente herstellten. Um 1919 führte Conn erstmals Saxophone mit gezogenen und gebördelten Tonlöchern nach dem Patent von W.S. Haynes von 1914 ein, dank derer keine Tonlochringe mehr aufgelötet werden mussten.
In den 20er Jahren produzierte Conn eine komplette Saxophon-Reihe. Auf diesem Markt herrschte ein intensiver Wettbewerb. Die bedeutendsten Konkurrenten waren andere große Saxophon-Hersteller dieser Zeit wie Buescher und Martin. In den späten Zwanzigern versuchte Conn, durch die Einführung eines Mezzosopran-Saxophons in F und des 'Conn-o-sax', einer Mischung aus Saxophon und Englischhorn einen höheren Marktanteil zu erobern, doch diese Instrumente floppten und wurden bald eingestellt.

### Das CONN-Design-Labor
1928 gründete Conn ein in der Branche bis dahin einzigartiges Experimentallabor. Dessen Direktor war Greenleafs Sohn Leland Burleigh Greenleaf und in dieser Abteilung arbeiten Allen Loomis; Hugh Loney; Paul Hardy; Russell Kerr; und Edward Gulick; Der legendäre Santy Runyon ließ sich auch von Conn beraten, was das Aussehen der Instrumente betraf. Loomis war bekannt für seine innovativen, oftmals bizzaren, Entwürfe, von denen viele nicht für die Produktion geeignet waren. 1934 entwickelte Gulick die ersten Kurzhub-Zylinderventile 1936 wurde mit dem 'Stroboconn' das erste elektronische Stimmgerät mit optischer Anzeige vorgestellt. Bei der 'Vocabell' von 1932 handelte es sich um einen randlosen Schalltrichter zur Klangoptimierung. 1934 entwickelte das Conn-Labor den 'Coprion'-Schalltrichter, einen nahtlosen Kupfertrichter, der direkt auf eine stählerne Form aufgalvanisiert wurde.
In den 1920er Jahren erwarb Conn die Elkhart Band Instrument Company (1923–1927), den Schlagzeughersteller Leedy Company (1927–1955), 49,9 Prozent der Aktien von H. & A. Selmer (1923–1927), und zwei von dessen Tochterunternehmen, die Continental Music Company und die Pan American Music Company. Trotz der 1929 einsetzenden Weltwirtschaftskrise übernahm Conn in diesem und dem folgenden Jahr mehrere weitere Unternehmen wie den Schlagzeughersteller Ludwig and Ludwig und die Akkordeonhersteller Carl Fischer und Soprani. Zwischen 1940 und 1950 gehörte die Haddorff Piano Company zu Conn, von 1941 bis 1942 die Straube Piano Company.
Wegen des Zweiten Weltkriegs unterbrach Conn von 1942 bis 1946 die Herstellung von Musikinstrumenten für zivile Zwecke und stellte Bauteile im Auftrag der Regierung her. Infolge des daraus resultierenden Absatzverlusts und der verspäteten Rückkehr zur zivilen Produktion 1946 verlor Conn seine vormals führende Stellung als Blasinstrumentenhersteller. Die Forschungsabteilung unter Direktor Earle Kent zeigte sich jedoch weiterhin einfallsreich. Sie konstruierte 1946 die elektronische Connsonata-Orgel, brachte Mitte der 1950er Jahre die Connstellation-Serie von Blechblasinstrumenten heraus und entwickelte 1960 das erste Sousaphon mit Gewicht sparendem GfK-Korpus. In dieser Phase trennte sich Conn von mehreren Tochterunternehmen, einschließlich Leedy and Ludwig Drums (1949–1955) und der New Berlin Instrument Company (1954–61), die in New Berlin, New York die Conn-Klarinetten, -Oboen und -Fagotte hergestellt hatte.
Carl Greenleaf hatte sich bereits 1949 zurückgezogen, saß jedoch bis zu seinem Tod 1959 im Vorstand. Sein oben erwähnter Sohn „Lee“ Greenleaf, der 1928 als Hilfsingenieur zu Conn gekommen war, trat die Nachfolge an. Er leitete ab 1953 die Finanzen, stieg 1955 zum stellvertretenden Vorstandsvorsitzenden auf, war von 1958 bis 1969 Vorstandsvorsitzender und von 1967 bis 1969 Aufsichtsratsvorsitzender. Unter seiner Ägide übernahm Conn 1959 den Flötenhersteller Artley sowie 1964 die Janssen Piano Company und den Streichinstrumentenhersteller Scherl & Roth.
1957 produzierte Conn einen kurzen Werbefilm für Schulkapellen mit dem Titel Mr. B Natural, ein Paradebeispiel für den Kitsch der Wirtschaftswunderjahre.

## 1969 bis zur Gegenwart
1969 wurde C. G. Conn Ltd. von Crowell-Collier MacMillan aufgekauft. In dieser Phase nahm Conns Renommée nochmals schweren Schaden, da die neue Unternehmensleitung sich weder in der Musikbranche noch mit Musikern als Kunden auskannte. Auch die Verantwortlichen im Vertrieb zeichneten sich zu dieser Zeit durch einen Mangel an Sachkenntnis aus.
Infolge der hohen Produktionskosten und des Drucks von Wettbewerbern und Gewerkschaften wurden 1971 drastische Maßnahmen unumgänglich. Daher wurde die Verwaltung nach Oak Brook, Illinois verlegt. Ein Jahr später zog die Orgel-Abteilung Conn Organ Division nach Carol Stream, Illinois. Die Holzblasinstrumentenfertigung ging im gleichen Jahr nach Nogales, Arizona in das frühere Werk der Best Manufacturing Company, eines Herstellers von Einsteiger-Saxophonen, den Conn in den 1960er Jahren übernommen hatte. Die Conn Guitar Division und die Fertigung sämtlicher Einsteiger-Blechblasinstrumente wurden nach Japan outgesourct.
1980 übernahm ihr früherer Werbemanager Daniel Henkin das Unternehmen. Henkin verkaufte als erstes die Orgelabteilung unter dem Namen Conn Keyboards an Kimball. 1981 übernahm er den Flötenhersteller W.T. Armstrong und 1985 den langjährigen Konkurrenten King Instruments aus Eastlake (Ohio).
1986 entschloss sich das schwedische Konglomerat Skâne Gripen, bis dahin überwiegend in die Off-shore-Ölförderung investiert, zu einer Diversifizierung seiner Holdings. Es übernahm Conn und verleibte es dem neu gegründeten Konzern United Musical Instrument (UMI) ein. Dieser schloss die Conn Brasswind-Fabrik in Abilene, Texas und verlegte einen Teil der Blechblasinstrumentenherstellung nach Eastlake in das vormalige Werk von King. Die Produktion in Mexico wurde 1987 komplett eingestellt, die Fertigung von Flöten und Piccolos der Marke Artley ging wieder nach Elkhart, während die Klarinetten, Saxophone und kleinere Blechblasinstrumente jetzt aus Nogales kamen.
2003 fusionierte Conn mit Selmer zur Conn-Selmer, Inc. Da Vincent Bach bereits seit 1961 zu Selmer gehörte, befinden sich mithin die drei ehemaligen Konkurrenten Conn, King und Bach heute alle unter dem gleichen Dach – und vertreiben unter ihren jeweiligen Marken teilweise identische Produkte, wenigstens in den unteren Preissegmenten.